# Яхмос-Сітамон
Яхмос-Сітамон (д/н — до 1504 до н. е.) — давньоєгипетський діяч, Дружина бога Амона. Мала титули Донька царя (s3t-niswt), Сестра царя (snt-niswt).

## Життєпис
Походила з XVIII династії. Донька фараона Яхмоса I і Яхмос-Нефертарі. Невідомо за яких обставин отримала титул дружини бога Амона. Разом зі старшою сестрою Яхмос-Мерітамон або після її смерті.
Її мумію знайдено 1886 року французьким єгиптологом Гастоном Масперо в Дейр ель-Бахрі (гробниця DB320). Мумія була загорнута в очерет, що містив лише череп і кілька кісток. Можливо, постраждала за часів фараона Псусеннеса I — була з'їдена дикими тваринами або крокодилами. Або, можливо, мумія була настільки пошкоджена стародавніми грабіжниками гробниць під час пошуку цінностей, що нічого не залишилося від неї, крім її черепа і кількох кісток, які жерці-реставратори зібрали для гідного перепоховання. При дослідженні черепа виявлено, що мала похилий вік на час смерті і, можливо, померла внаслідок падіння назад, що призвело до травми голови. Нині мумія зберігається в Єгипетському музеї в Каїрі. Її велична статуя встановлена біля VIII колони в Карнаку.